# Aïn Fekan
Aïn Fekan è un comune dell'Algeria, situato nella provincia di Mascara.